# 波兰议会
波兰共和国议会（波兰语：Parlament Rzeczypospolitej Polskiej）是波兰的国家立法机关，实行两院制，由众议院和参议院组成。波兰议会（众议院和参议院）每届任期4年，每4年在全国范围内进行换届选举。波蘭議會位於波蘭國會建築群。